# YPVS

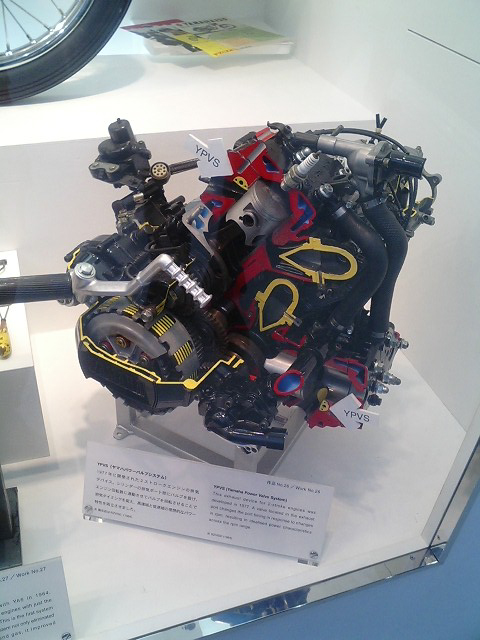
YPVS搭載エンジンのカットモデル

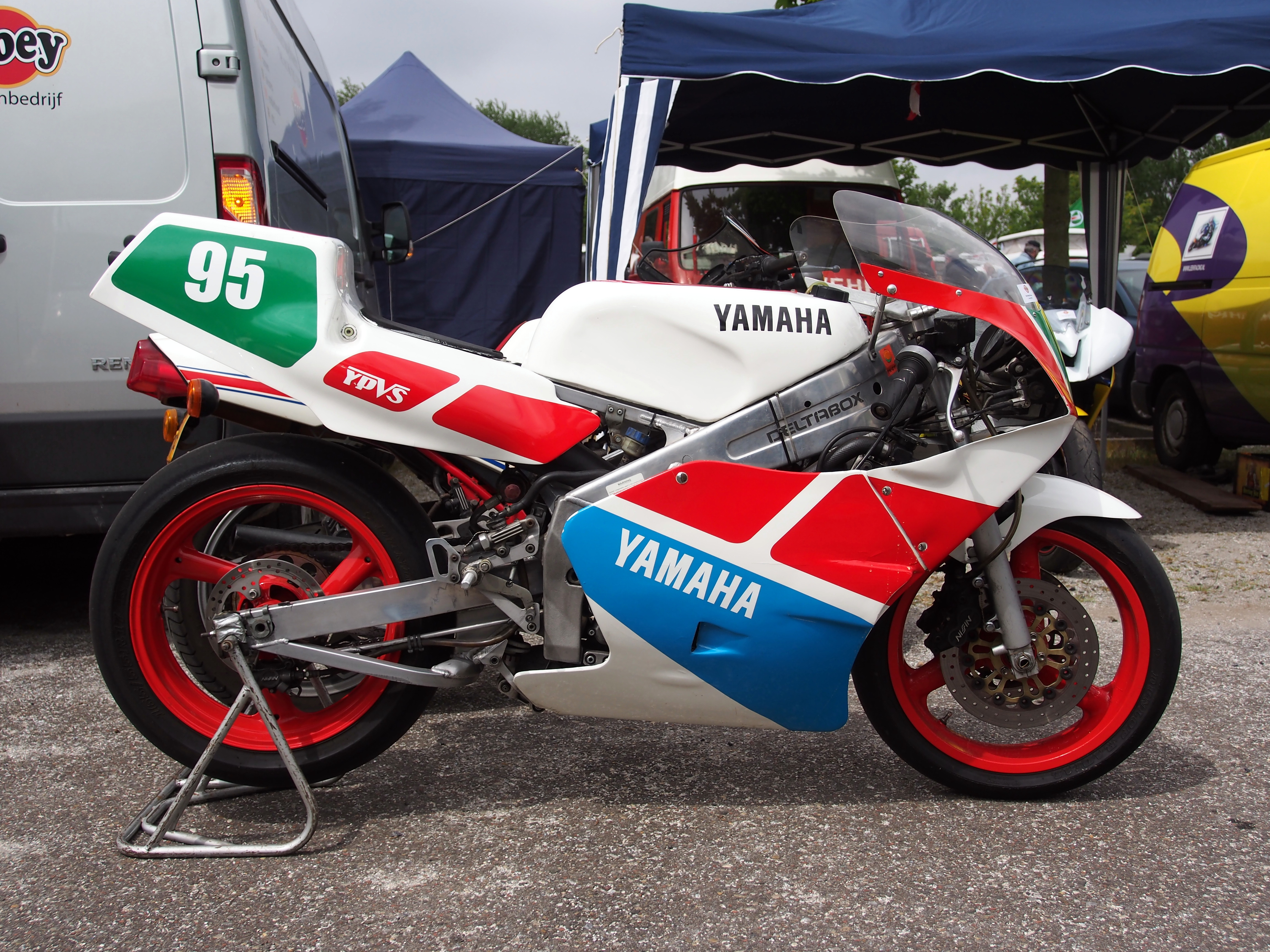
1986年式ヤマハ・TZ250。この年式で初採用されたデルタボックスフレームと共に、YPVS採用が車体に明示されていた。

Y.P.V.S. (Yamaha Power Valve System) は、ヤマハ発動機が開発したオートバイ用2ストロークエンジンに装備される排気デバイスの略称であり、正式名称は「ヤマハパワーバルブシステム」である。
採用されている製品にはVの上端を左右に伸ばした屋根で前部のYPと後部のSを覆っているデザインのロゴが表示されている（写真の車両を参照）。

## 概要
YPVSは1974年に2ストロークエンジンの排ガス対策として研究していた中から生まれた技術である。1978年にヤマハのワークスレーサーのYZR500、モトクロッサーのYZM250とYZM125の3車種に採用、市販車両では1980年のTZ500(市販レーサー)にて初めて採用され、その後100cc以下の原動機付自転車を除くヤマハの2ストロークエンジン車の多くにトルク・インダクションやYEISと共に採用された。YPVSは本来エンジン出力向上に大きな効果のある技術だが、1980年の市販化の折にはYICS、YEIS、キャリブマチック(高地補正付キャブレター)と共に次代の環境対策技術として宣伝されていた。
2ストロークエンジンは基本的な特性のひとつとして、排気タイミングが早いと高回転域での出力特性に対して利があるのに対し、低回転域での出力で不利になり、排気タイミングが遅いとその逆になる。その相反する関係を、排気タイミングを可変させることにより両立することを行なうためのデバイスである。基本的な構造としては、排気ポートに備えられた鼓型の可変バルブをガバナーもしくはモーターにより回転させる事によりエンジン回転数に応じた最適なポートタイミングを維持するというシステムとなる。低回転時ではバルブを閉じ排気タイミングを遅らせ、高回転時にはバルブを開き排気タイミングを早める。これにより、低回転時でも扱いやすく、高回転時にはパワーの出る2ストロークエンジンが実現される。
燃焼ガスの経路に可動部品がある構造であり、カーボンの付着などによる動作不良を予防するため、電気式YPVSにおいては毎始動時（メインスイッチON時）に鼓型バルブの全開動作および全閉動作を自動的に行うクリーニング機能を有している。
鼓型と発展形のスライド型（スライドバルブ方式）に大別されるが、スライド型はおもに競技用車両で採用され、市販車にはもっぱら鼓型が採用されている。市販車でスライド型を採用するのは1993年モデルから1994年モデルまでのTZR250RSPと、1995年モデルから1999年モデルまでのTZR250SPRの、2車種のみとなる。

## 4ストロークへの応用
YPVSは基本的に2ストロークエンジンの為の技術であるが、1990年代には環境対策の一環として4ストロークエンジンへの応用が図られた記録が残る。
ヤマハは2ストロークでは排気ポート側に配置されていた鼓型回転バルブを、4バルブの4ストロークエンジンの吸気バルブ直前の吸気ポート内に設置し、吸気ポートの下半分を遮ることでポート形状を可変させることにより、シリンダー内部に強いタンブル(縦渦)を発生させる事を指向したシステムを1990年代初頭に開発し、1992年2月に米国特許を取得。このシステムはヤマハが1981年にT-VISで手がけた吸気ポート切替機構も内包していることが特色で、1994年には単気筒バイクへの展開も見越したとみられる2バルブ・半球型燃焼室型のシステム、1995年には自動車でも使われていた5バルブエンジン向けのシステムも米国特許が取得された。この時点までは正式名称が明らかになっていなかったが、同年のSAEインターナショナル会報にて、一連のシステムの正式名称がYTIS(ヤマハ・タンブル誘導制御システム、Yamaha Tumble Induction Control System)である事が発表された。
YTISは1998年にはEGRと組み合わされたシステム、2005年には当時東南アジア諸国で人気を集めていたアンダーボーン型フレームのスクーターへの搭載を志向したシステムの米国特許が取得されたが、その後もYTISを搭載した車種の発売が確認されないまま2010年に特許が失効し、現在に至っている。

## 採用車種
- RZV500R
- TZR250 / TZR250R / TZR125
- R1-Z
- RZ250R / RZ250RR / RZ350R / RZ350RR/ RZ125
- TDR250 / TDR125
- DT230 / DT200WR / DT200R / DT125R
- SDR200